# Prov
Prov est, dans la mythologie slave, le dieu de la Justice.
Il est représenté par un vieillard habillé tout en blanc, avec une chaîne sur la poitrine (symbole de l'achèvement de chaque affaire traitée par la justice). Ses attributs sont une pierre (symbole du crime) et une lance (symbole de châtiment inévitable). Les innombrables plis de ses vêtements contiennent les décisions les plus sages. Prov porte une couronne de branches. Cette dernière ne cache cependant pas ses oreilles, ce qui symbolise son attention et la capacité de tout découvrir, de tout entendre. Personne ne peut donc rien lui cacher. Il contrôle les juges et châtie ceux qui prennent les mauvaises décisions. Il n'existe pas de temple dédié à ce Dieu.
Prov est représenté par une statue posée dans des bosquets de chêne. La statuette est entourée de plusieurs idoles qui doivent surveiller tout ce qui ne correspond pas aux lois et à la volonté de Prov. Rien n'échappe à Prov et les criminels ne demeurent jamais impunis.